# Морфометрия озёр
Морфометрия озёр — раздел озероведения, а также геоморфологии, изучающий геометрические элементы озера и соотношения между ними. По определению С. Д. Муравейского, морфометрия — это система количественных показателей, которая позволяет познать процессы, протекающие в водоёмах и вызывающие изменения их подводного рельефа.
Морфометрия озёр изучает ряд числовых характеристик, дающих представление о горизонтальном и вертикальном расчленении озёрной котловины.

## Морфометрические характеристики озёр
1. Географическое положение (широта, долгота и высота над уровнем моря). Географические координаты позволяют составить общее представление об основных чертах режима озера.
2. Площадь бассейна озера
3. Площадь озера вычисляется двояко: или вместе с площадью островов, или считая отдельно лишь площадь водной поверхности. Вследствие того, что берега озёр не отвесны, площадь водной поверхности (зеркала) озера зависит от уровня озёр.
4. Показатель площади — отношение площади зеркала озера к площади его водосбора.
5. Удельный водосбор — отношение площади водосбора озера к площади зеркала озера. Обратен показателю площади.
6. Длина озера — кратчайшее расстояние между двумя наиболее удалёнными точками, расположенными на берегах озера, измеряемое по поверхности озера. Линия длины является прямой лишь в случае сравнительно простых очертаний озера, для извилистых озёр эта линия состоит из отдельных отрезков.
7. Наибольшая ширина озера — наиболее длинный поперечник (перпендикуляр) к линии длины озера.
8. Средняя ширина озера — отношение площади озера к его длине.
9. Большая ось озера — линия между двумя наиболее удалёнными друг от друга точками его контура. Эта линия проводится всегда как прямая, независимо от извилистости очертаний самого озера, и, следовательно, может пересекать выступы его берегов.
10. Малая ось озера — линия, проведённая между точками в месте наибольшей ширины озера перпендикулярно к большой оси.
11. Коэффициент извилистости береговой линии — отношение длины береговой линии к длине окружности круга, имеющего площадь, равную площади озера. Данная величина, характеризующая форму озера, не может быть меньше единицы; чем больше эта величина, тем более извилист берег озера.
12. Максимальная глубина озера — максимальное вертикальное расстояние от поверхности зеркала озера до его дна.
13. Кривая изменения площади с глубиной (батиграфическая кривая) — график связи между площадью горизонтального сечения озера на некоторой глубине и этой глубиной.
14. Кривая изменения объёма озера (кривая объёмов) — график связи между объёмом воды, находящимся ниже горизонтального сечения озера на некоторой глубине, и этой глубиной. Батиграфическая кривая и кривая объёмов дают возможность определить величину зеркала и объёма воды для любого уровня, что необходимо знать при всех расчётах эффективности технических мероприятий, связанных с изменением уровня и объёма озера.
15. Объём воды в озере — количественная характеристика пространства, занимаемого водой при заданном уровне воды.
16. Средняя глубина озера — отношение объёма воды в озере к площади поверхности озера.
17. Коэффициент ёмкости — отношение средней глубины к максимальной глубине.
18. Показатель открытости — отношение площади озера к его средней глубине.
19. Средний уклон склонов озера определяется по формуле

{\displaystyle \tan(\Theta )=(0,5L+l_{1}+l_{2}+...l_{n-2}+0.5l_{n-1})h_{max}/\Omega }
где
{\displaystyle L} — длина береговой линии, {\displaystyle l} — длина отдельных изобат, {\displaystyle n} — число изобат, {\displaystyle h_{max}} — наибольшая глубина озера, {\displaystyle \Omega } — площадь озера.